# Квинт Цецилий Метел Македоник
Вижте пояснителната страница за други личности с името Квинт Цецилий Метел.
Квинт Цецилий Метел Македоник (на латински: Quintus Caecilius Metellus Macedonicus; † 115 пр.н.е.) е политик и военачалник на Римската република, допринесъл за завоюването на Македония, Елада и Испания.

## Произход и кариера
Произлиза от клон Цецилии Метели на фамилията Цецилии. Най-старият син е на Квинт Цецилий Метел (консул 206 пр.н.е.) и внук на Луций Цецилий Метел.
През 168 пр.н.е. взема участие в Третата македонска война и донася в Рим вестта за победата при Пидна, довела до подчиняването на Македония от римляните. Двадесет години по-късно, през 148 пр.н.е., Метел е изпратен отново в Македония в качеството си на претор, побеждава въстаниците начело с Андриск и покорява окончателно страната.
През 146 пр.н.е. повежда война срещу Ахейския съюз (в Пелопонес), завършена победоносно от консула Луций Мумий. За победата над Андриск, след завръщането си в Рим Метел получава право на триумф и почетното прозвище Македоник. Построява Porticus Metelli, украсена със заграбени произведения на изкуството. За успеха си празнува триумф.
Консул е през 143 г. пр. Хр., заедно с Апий Клавдий Пулхер. Като консул и проконсул през 142 пр.н.е. той се бие успешно против келтиберите и завладява Контребия. Не е ясно дали затова получава триумф.
През 136 пр.н.е. е легат на Луций Фурий Фил в Испания. През 133 пр.н.е. побеждава робски бунт в Минтурнае. Македоник е избран е за цензор през 131 пр.н.е. Като консервативен аристократ той е противник на Гракхите. По време на своя цензорат той прави бракът на римляните като задължение.
От 140 до смъртта си 115 пр.н.е. той е авгур.

## Деца
- Луций Цецилий Метел Диадемат (консул 117 пр.н.е.)
- Гай Цецилий Метел Капрарий (консул 113 пр.н.е.)
- Квинт Цецилий Метел Балеарик (консул 123 пр.н.е.)
- Марк Цецилий Метел (консул 115 пр.н.е.)
- Цецилия Метела, съпруга на Публий Корнелий Сципион Назика Серапион
- Цецилия Метела, съпруга на Гай Сервилий Вация